# Lucky Dube
Lucky Philip Dube  (Ermelo, 1964. augusztus 3. – Johannesburg, 2007. október 18.) dél-afrikai reggae-zenész. 22 albumot készített  zulu, angol és afrikaans nyelven 25 év alatt, és Dél-Afrika legnépszerűbb reggae-zenésze volt. 2007. október 18-án Dube-t egy rablótámadásban meggyilkolták Johannesburg Rosettenville nevű külvárosában.

## Lemezek

### Mbaqanga
- Lengane Ngeyethu (1981)
- Kudala Ngikuncenga (1982)
- Kukuwe (1983)
- Abathakathi (1984)
- Ngikwethembe Na? (1985)
- Umadakeni (1987)

### Afrikaans
- Help My Krap (1986)

### Reggae
- Rastas Never Die (1984)
- Think About The Children (1985)
- Slave (1987)
- Together As One (1988)
- Prisoner (1989)
- Captured Live (1990)
- House of Exile (1991)
- Victims (1993)
- Trinity (1995)
- Serious Reggae Business (1996)
- Tax man (1997)
- The Way It Is (1999)
- The Rough Guide to Lucky Dube   (2001)
- Soul Taker (2001)
- The Other Side (2003)
- Respect (2007)

## Külső hivatkozások
- Official site
- Official discography Archiválva 2007. augusztus 27-i dátummal a Wayback Machine-ben